# Sign of the Times (альбом Cosmic Gate)
Sign of the Times — четвертий студійний альбом німецького трансового дуету Cosmic Gate. Реліз відбувся 23 березня 2009 року у Німеччині на лейблі Black Hole Recordings.

## Список треків
1. «Open Your Heart» (7:05) (Featuring Тіфф Лейсі)
2. «London Rain» (6:06) (Featuring Jan Loechel)
3. «Flatline» (6:35) (Featuring Кайлер Інгленд)
4. «Sign Of The Times» (6:08)
5. «Under Your Spell» (5:24) (Featuring Aruna)
6. «Not Enough Time» (5:40) (Featuring Емма Хьюїт)
7. «FAV» (6:32)
8. «Trip To PD» (6:34)
9. «Only Time» (4:46) (Featuring Томі Клінт)
10. «Arctic Sunset» (6:14)
11. «Body Of Conflict» (5:14) (Featuring Деніс Рівера)
12. «Whatever» (6:15)
13. «Seize The Day» (4:55) (Featuring Jan Loechel aka Jades)